# Titularabt
Titularabt wird ein Abt genannt, der nicht Vorsteher eines Klosters ist, sondern vielmehr auf den Titel einer nicht mehr existenten Abtei benediziert ist. Es ist somit eine Analogie zum Titularbischof gegeben.
Ein Titularabt hat in der katholischen Kirche die Würde eines Abtes, einschließlich des Rechts auf den Gebrauch der Pontifikalien unter bestimmten Umständen, jedoch keine Jurisdiktion über einen Konvent. Der Titel ist eine rein ehrenhalber verliehene Auszeichnung an verdiente Mitglieder der sogenannten Prälatenorden, die in Leitungsfunktionen tätig sind.
In der Gegenwart wird diese Auszeichnung, die entweder durch den Heiligen Stuhl oder einen Bischof erfolgt, dem die Verleihung dieses Titels gestattet ist, nur noch sehr selten gewährt. Aus historischen Gründen etwa trägt der Generalabt des Zisterzienserordens strengerer Observanz noch den Titel Erzabt von Cîteaux.
Während der Reformation behielten die evangelischen Äbte der reformierten Klöster zunächst die Amtsbezeichnung Abt bei und wurden als Titularbischöfe bezeichnet.